# Lista katolickich patronów zawodów
Lista świętych patronów zawodów oraz innych form aktywności.

## A
- Administratorzy – św. Wawrzyniec z Rzymu
- Adwokaci – św. Iwo z Bretanii, św. Alfons Liguori, św. Mikołaj z Miry, św. Katarzyna Aleksandryjska
- Aktorzy – św. Genesius z Rzymu, św. Maria Egipcjanka, św. Agata Sycylijska, św. Franciszek z Asyżu
  - Aktorzy komediowi – św. Maturinus
- Akuszerki – św. Pantaleon
- Alpiniści – św. Bernard z Aosty
- Anestezjolodzy – św. Renat Goupil
- Aptekarze – św. Kosma, św. Damian, św. Wit, Archanioł Michał, św. Jan Damasceński, św. Mikołaj z Miry, św. Markulf[1], św. Jakub Starszy
- Archeolodzy – św. Hieronim ze Strydonu
- Architekci – św. Barbara z Nikomedii, św. Benedykt z Nursji, św. Bernward z Hildesheim, św. Tomasz Apostoł, św. Jan Chrzciciel[1]
- Archiwiści – św. Wawrzyniec z Rzymu
- Artylerzyści – św. Barbara z Nikomedii
- Artyści – św. Wit, św. Jerzy
- Astronauci – św. Józef z Kupertynu
- Astronomowie – św. Dominik Guzmán

## B
- Bankierzy – bł. Bernardyn z Feltre, św. Mateusz Ewangelista
- Bankowcy – św. Mateusz Ewangelista, św. Kajetan z Thieny, Archanioł Michał
- Barristerzy – św. Genesius z Rzymu
- Barmani – św. Amand z Maastricht
- Bednarze – św. Mikołaj z Miry, św. Firmin, św. Szczepan, św. Jerzy, św. Florian, św. Barnaba
- Benedyktynki – św. Scholastyka
- Bezrobotni (poszukujący pracy) – św. Kajetan z Thieny
- Bibliotekarze – św. Wawrzyniec z Rzymu, św. Karol Boromeusz
- Bibliści – św. Hieronim ze Strydonu
- Biegacze – św. Krzysztof
- Bieliźniarki – św. Klara z Asyżu
- Biznesmeni – św. Homobonus
- Blacharze – św. Piotr Apostoł, św. Wilhelm z Malavalle
- Botanicy – św. Dorota z Cezarei
- Brukarze – św. Tomasz Apostoł, św. Roch
- Budowlańcy – św. Wincenty Ferreriusz, św. Piotr Apostoł, św. Tomasz Apostoł, św. Maciej Apostoł
- Budowniczowie mostów – św. Piotr Apostoł

## C
- Celnicy – św. Mateusz Apostoł
- Cenzorzy – św. Anastazja z Dalmacji
- Chałupnicy – św. Gerwazy, św. Protazy
- Chirurdzy – Archanioł Rafał, św. Kosma, św. Damian, św. Łukasz Ewangelista
- Chórzyści – św. Grzegorz Wielki
- Cieśle (stolarze) – św. Józef z Nazaretu, św. Serwacy, św. Wolfgang z Ratyzbony, św. Barbara z Nikomedii, św. Tomasz Apostoł, św. Koleta Boylet
- Cukiernicy – św. Maciej Apostoł, św. Wawrzyniec z Rzymu, św. Jakub Młodszy, św. Filip Apostoł, św. Klemens Maria Hofbauer
- Cynownicy – św. Archanioł Michał, św. Sebastian
- Czapnicy – św. Filip Apostoł
- Czeladnicy – św. Onezym

## D
- Dekarze – św. Serapion z Aleksandrii, Archanioł Rafał, św. Barbara z Nikomedii, św. Wincenty z Saragossy
- Dentyści (stomatolodzy) – św. Apolonia z Aleksandrii, św. Foillan, św. Kosma, św. Damian
- Diakoni – św. Wawrzyniec z Rzymu
- Dietetycy – św. Marta z Betanii
- Dorożkarze – św. Onufry, św. Eligiusz z Noyon, św. Eliasz (prorok)[2]
- Drukarze – św. Ludwik IX (król Francji), św. Augustyn z Hippony, św. Katarzyna Aleksandryjska, św. Jan Boży
- Drwale – św. Józef, św. Wincenty z Saragossy, św. Szymon Apostoł, św. Henryk z Bolzano
- Duszpasterze – św. Karol Boromeusz, św. Paweł z Tarsu
  - Duszpasterze więzienni – św. Józef Cafasso
- Dyplomaci – Archanioł Gabriel
- Dziennikarze – św. Franciszek Salezy
- Dzierżawcy – św. Eligiusz z Noyon[3]
- Dzwonnicy – św. Barbara z Nikomedii, św. Gwidon z Anderlechtu

## E
- Egzegeci – św. Hieronim ze Strydonu
- Ekolodzy – św. Franciszek z Asyżu, św. Katarzyna Tekakwitha
- Ekspedientki – bł. Katarzyna z Parc-aux-Dames
- Esperantyści – św. Pius X, bł. Hildegarda z Bingen

## F
- Fabrykanci powozów – św. Eligiusz z Noyon
- Farbiarze – św. Lidia z Tiatyry, św. Helena, św. Szymon Apostoł, św. Jan Chrzciciel
- Farmaceuci – św. Jan Damasceński, św. Kosma, św. Damian, św. Jakub Starszy
- Filateliści – Archanioł Gabriel
- Filozofowie – św. Justyn Męczennik
- Fizycy – św. Pantaleon, św. Kosma, św. Damian,
- Flisacy – św. Krzysztof, św. Barbara z Nikomedii, św. Mikołaj z Miry
- Folusznicy – św. Piotr Apostoł
- Fotografowie – św. Weronika
- Franciszkanie – św. Franciszek z Asyżu
- Fryzjerzy i perukarze – św. Maria Magdalena, św. Patryk, św. Ludwik IX
- Furmani – św. Wulmar
- Furtiani – św. Konrad z Parzham

## G
- Garbarze – św. Bartłomiej Apostoł, św. Józef z Arymatei, św. Kryspin, św. Kryspinian, św. Marcin z Tours, św. Sebastian, św. Jakub Młodszy, św. Filip Apostoł, św. Jan Chrzciciel
- Garncarze – św. Szymon Apostoł, św. Katarzyna Aleksandryjska, św. Sebastian, św. Fabian, św. Florian, św. Piotr Apostoł, św. Goar z Akwitanii
- Geodeci – św. Tomasz Apostoł
- Geometrzy – św. Tomasz Apostoł
- Gorzelnicy – św. Mikołaj z Miry
- Gospodynie domowe – św. Marta z Betanii, św. Sabina, św. Anna
- Gospodynie na plebanii – św. Werena z Zurzach, św. Weronika, św. Wiborada
- Górnicy – św. Barbara z Nikomedii, św. Kinga, św. Anna, św. Dorota z Cezarei, św. Wit, św. Andrzej Apostoł, św. Albert Wielki, św. Agata Sycylijska, św. Antoni z Padwy
- Grabarze – św. Józef z Arymatei, św. Nikodem, św. Szymon Apostoł, św. Barbara z Nikomedii
- Grawerzy – św. Eligiusz z Noyon

## H
- Hafciarki – św. Klara z Asyżu
- Handlarze bydła – św. Teodard z Narbonne
- Handlarze dzieł sztuki – św. Roch
- Handlarze koni – św. Eligiusz z Noyon
- Handlarze wełną – św. Błażej z Sebasty
- Handlarze żelazem – św. Sebastian
- Handlowcy – św. Honorat, biskup Amiens
- Harcerze – św. Jerzy, św. Franciszek z Asyżu
  - Harcerze polscy – bł. Stefan Wincenty Frelichowski
- Heroldowie – św. Marcin z Tours
- Hodowcy ptactwa domowego – św. Franciszek z Asyżu
- Hotelarze – św. Marta z Betanii, św. Marcin z Tours
- Humoryści – św. Filip Neri
- Hutnicy – św. Florian, św. Barbara z Nikomedii
  - Hutnicy szkła – św. Wawrzyniec z Rzymu

## I
- Informatycy – św. Izydor z Sewilli
- Internauci – św. Izydor z Sewilli, bł. Karol Acutis
- Introligatorzy – św. Jan Ewangelista, św. Bartłomiej Apostoł, św. Łukasz Ewangelista
- Inżynierowie – św. Benedykt z Nursji, św. Tomasz Apostoł

## J
- Jezuici – św. Jan Nepomucen
- Jeźdźcy – św. Marcin z Tours
- Językoznawcy – św. Hildegarda z Bingen
- Jubilerzy – św. Eligiusz z Noyon, św. Ludwik IX

## K
- Kamieniarze – św. Szczepan, św. Piotr Apostoł, św. Sebastian, św. Klaudiusz z Panonii, św. Klemens I, św. Rajnold z Kolonii[4], św. Maryn z San Marino św. Tomasz Apostoł
- Kapelusznicy – św. Jakub Młodszy, św. Klemens I, św. Marcin z Tours, św. Genowefa z Paryża, św. Błażej z Sebasty, św. Filip Apostoł
- Kapłani (francuscy) – św. Jan Maria Vianney
- Kapucynki – św. Klara z Asyżu
- Karczmarze – św. Wit, św. Marcin z Tours, św. Mikołaj z Miry, św. Jan Chrzciciel, św. Marta z Betanii
- Karczownicy – bł. Utto z Metten
- Kasjerzy – św. Bonifacy
- Katecheci – św. Karol Boromeusz, św. Robert Bellarmin
- Kawalerzyści – św. Jerzy, św. Marcin z Tours
- Kaznodzieje – św. Jan Chryzostom
- Kelnerzy – św. Klemens Dworzak
- Kierowcy – św. Krzysztof, św. Franciszka Rzymianka
  - Kierowcy taksówek – św. Fiakier z Brie, św. Wit
- Klaryski – św. Klara z Asyżu
- Klauni – św. Maturinus
- Kolejarze – św. Katarzyna Aleksandryjska, św. Andrzej Bobola, św. Rafał Kalinowski[5]
- Kołodzieje – św. Józef z Nazaretu, św. Katarzyna Aleksandryjska, św. Eligiusz z Noyon, św. Willigis
- Komedianci – św. Wawrzyniec z Rzymu, św. Filip Neri, św. Wit
- Kominiarze – św. Agata Sycylijska, św. Florian, św. Jan Chrzciciel
- Konstruktorzy wag – Archanioł Michał
- Kopiści – św. Jan Ewangelista
- Korespondenci prasowi – Archanioł Gabriel
- Koronkarze – św. Elżbieta Węgierska, św. Anna
- Kosmonauci – św. Józef z Kupertynu
- Koszykarze – św. Marek Ewangelista
- Kościelni – św. Teresa od Dzieciątka Jezus, św. Gwidon z Anderlechtu,
- Kotlarze – św. Benedykt z Nursji
- Kowale – św. Eligiusz z Noyon, św. Jan Chrzciciel, św. Jerzy, św. Florian, św. Piotr Apostoł, św. Maciej Apostoł, św. Patryk, św. Dunstan z Canterbury
- Kramarze – św. Eustachy Rzymski, św. Jakub Młodszy, św. Filip Apostoł
- Krawcy – św. Bonifacy, św. Roch, św. Łucja z Syrakuz, św. Franciszek z Asyżu, św. Homobonus, św. Szczepan, św. Klarus z Vienne, św. Błażej z Sebasty, św. Jan Chrzciciel, św. Anna
- Kreślarze – św. Jan Ewangelista
- Królowe – św. Jadwiga Andegaweńska[6]
- Królowie (angielscy) – św. Edward Wyznawca
- Królowie (węgierscy) – św. Stefan I
- Krwiodawcy – św. Maksymilian Kolbe
- Krzyżowcy – św. Jerzy, św. Oswald z Nortumbrii
- Księgarze – św. Hieronim ze Strydonu, św. Jan Boży
- Księgowi – św. Mateusz Apostoł
- Kucharki – św. Marta z Betanii, św. Wiborada
- Kucharze – św. Jan Leonardi, św. Wawrzyniec z Rzymu, św. Barbara z Nikomedii, św. Paschalis Baylon
- Kupcy – św. Homobonus, św. Honorat z Mediolanu[7], św. Eustachy Rzymski, św. Franciszek z Asyżu, św. Roman z Rouen,
  - Kupcy drobnych towarów – św. Markulf
- Kurierzy – św. Bona z Pizy, św. Archanioł Gabriel
- Kuśnierze – św. Jan Chrzciciel, św. Hubert z Liège
- Kwiaciarki – św. Róża z Limy, św. Fiakier z Brie

## L
- Lekarze – św. Łukasz Ewangelista, św. Pantaleon, św. Błażej z Sebasty, św. Cezary z Nazjanzu, św. Kosma, św. Damian, św. Kamil de Lellis, Archanioł Rafał
- Leśnicy – św. Hubert z Liège, św. Eustachy Rzymski, św. Szymon Apostoł, św. Wincenty z Saragossy, św. Jan Gwalbert
- Literaci – św. Franciszek Salezy, św. Jan Ewangelista
- Lotnicy – św. Józef z Kupertynu
- Ludwisarze – św. Barbara z Nikomedii, św. Agata Sycylijska
- Lutnicy – św. Cecylia z Rzymu

## Ł
- Łącznościowcy – Archanioł Gabriel
- Łucznicy – św. Sebastian

## M
- Malarze – św. Łukasz Ewangelista, bł. Fra Angelico
  - Malarze ikon – św. Jan Damasceński
  - Malujący na szkle – św. Klara z Asyżu, św. Eustachy Rzymski
- Malarze pokojowi – św. Ludwik IX, św. Kilian
- Mamki – św. Mamert, św. Agata Sycylijska, św. Konkordia, św. Maurun z Troyes
- Marynarze – św. Paweł Apostoł, św. Barbara z Nikomedii, Archanioł Rafał, św. Erazm z Formii, św. Piotr González, św. Mikołaj z Miry, św. Wincenty z Saragossy, św. Piotr Apostoł, św. Krzysztof, św. Idesbald
  - Marynarze włoscy – św. Franciszek z Pauli
- Matematycy – św. Anatol z Laodycei
- Metalowcy – św. Eligiusz z Noyon, św. Florian
- Miedziorytnicy – św. Fiakier z Brie
- Mierniczy – Archanioł Michał
- Ministranci – św. Jan Berchmans, św. Tarsycjusz, św. Alojzy Gonzaga
- Młynarze – św. Marcin z Tours, św. Krystyna z Bolzano, św. Mikołaj z Miry, św. Paulin z Noli
- Młodzi robotnicy – św. Jan Bosko
- Modystki – św. Katarzyna Aleksandryjska, św. Krzysztof
- Mówcy – św. Katarzyna Aleksandryjska
- Murarze – św. Marek Ewangelista, św. Wincenty Ferreriusz, św. Tomasz Apostoł, św. Szymon Apostoł, św. Barbara z Nikomedii, św. Szczepan, św. Ludwik IX
- Muzycy – św. German z Paryża, św. Grzegorz I, św. Leon Wielki, św. Odo z Cluny, Leon IX
  - Muzycy kościelni – św. Cecylia z Rzymu, św. Pius X
- Myśliwi – św. Hubert z Liège, św. Eustachy Rzymski, św. Sebastian, św. Idzi

## N
- Nadawcy (pracownicy radia i telewizji) – Archanioł Gabriel
- Narciarze – św. Bernard z Aosty
- Nauczycielki – św. Urszula z Kolonii
- Nauczyciele – św. Grzegorz I Wielki, św. Jan de la Salle, św. Benild, św. Benedykt z Nursji
  - Nauczyciele polscy – bł. Natalia Tułasiewicz
- Notariusze – św. Marek Ewangelista, św. Łukasz Ewangelista, św. Iwo z Bretanii, św. Jan Ewangelista, św. Mikołaj z Miry, św. Klotylda

## O
- Oberżyści – św. Marcin z Tours, św. Mikołaj z Miry, św. Jan Chrzciciel, św. Marta z Betanii
- Oddający w zastaw – bł. Bernardyn z Feltre
- Odlewnicy – bł. Dorota z Mątowów, św. Hubert z Liège
- Odźwierni – św. Łucja z Syrakuz
- Oficerowie – św. Rafał Kalinowski
- Ogrodnicy – św. Dorota z Cezarei, św. Gertruda z Nivelles, św. Urban I, św. Fiakier z Brie, św. Tryfon, św. Agnieszka Rzymianka, św. Maria Magdalena
- Opiekujący się chorymi – św. Kamil de Lellis
- Optycy – św. Frydolin z Säckingen, św. Hubert z Liège
- Organiści – św. Cecylia z Rzymu, św. Leon Wielki
- Osadnicy – św. Utto z Metten
- Owczarze – św. Jan Ewangelista, św. Wendelin

## P
- Papieże – św. Piotr Apostoł
- Parobkowie – św. Leonard z Limoges, św. Eligiusz z Noyon,
- Pasiarze – św. Marcin z Tours
- Pasterki – św. Agata Sycylijska, św. Germana Cousin
- Pasterze – św. Genowefa z Paryża, św. Jan Chrzciciel, św. Idzi, św. Eberhard, św. Wendelin, św. Marcin z Tours, św. Dominik z Silos, św. Paschalis Baylon, św. Szymon Słupnik
  - Pasterze świń – św. Antoni Pustelnik
- Personel więzienny – św. Hipolit Rzymski
- Piastunki dzieci – św. Konkordia
- Piekarze – św. Anna, św. Klemens Dworzak, św. Bartłomiej Apostoł, św. Elżbieta Węgierska, św. Autbert z Cambrai, św. Antoni Padewski
- Pielęgniarki – św. Agata Sycylijska, św. Katarzyna ze Sieny, św. Marcin z Tours
- Pielęgniarze – św. Jan Boży, św. Kamil de Lellis
- Pielgrzymi – Archanioł Rafał, św. Gertruda z Helfty, św. Aleksy Wyznawca, św. Ludwik IX
- Pieśniarze – św. Jan Chrzciciel
- Pilśniarze – św. Filip Apostoł
- Piosenkarze – św. Grzegorz Wielki
- Pisarze – św. Jan Ewangelista, św. Marek Ewangelista., św. Franciszek Salezy, św. Łucja z Syrakuz
  - Pisarze hiszpańscy – św. Teresa z Ávili
- Piwowarzy – św. Bonifacy, św. Medard z Noyon, św. Wawrzyniec z Rzymu, św. Augustyn z Hippony, św. Florian, św. Dorota z Cezarei, św. Arnulf z Metzu, św. Amand z Maastricht, św. Mikołaj z Miry
- Płatnerze – św. Jerzy, św. Eustachy Rzymski, św. Wilhelm z Akwitanii
- Pocztowcy – Archanioł Gabriel
- Podkuwacze – św. Marcin z Tours
- Podróżni – Archanioł Rafał, św. Krzysztof, św. Andrzej Apostoł
  - Podróżujący drogą powietrzną – św. Józef z Kupertynu
- Poeci – św. Grzegorz z Nazjanzu[8], św. Franciszek Salezy, św. Cecylia z Rzymu
- Policjanci – św. Sewer z Rawenny, Archanioł Michał
- Politycy – św. Tomasz More
- Położne – św. Dorota z Cezarei, św. Małgorzata Antiocheńska, św. Leonard z Limoges, św. Brygida Szwedzka, św. Peregryn Laziosi, św. Walburga
- Pomoc domowa – św. Zyta z Lukki, św. Notburga, św. Koleta Boylet, św. Blandyna z Lyonu
- Posłańcy – Archanioł Gabriel
- Poszukiwacze skarbów – św. Korona, św. Krzysztof
- Pracownicy budowlani – św. Tomasz Apostoł
- Pracownicy cmentarzy – św. Józef z Arymatei
- Pracownicy izb skarbowych – św. Mateusz Ewangelista
- Pracownicy leśni – św. Jan Gwalbert
- Pracownicy ochrony środowiska – św. Franciszek z Asyżu
- Pracownicy radia i telewizji – św. Klara z Asyżu, Archanioł Gabriel, św. Joanna d’Arc, św. Łucja z Syrakuz
- Pracownicy socjalni – św. Franciszek z Asyżu
- Pracownicy społeczni – św. Ludwika de Marillac
- Pracownicy telekomunikacji – św. Joanna d’Arc
- Pracujących rolni – św. Izydor z Sewilli, św. Brygida Szwedzka, św. Idzi
- Praczki – św. Klara z Asyżu, św. Wawrzyniec z Rzymu, św. Maura z Troyes, św. Weronika, św. Katarzyna ze Sieny
- Praktykanci – św. Jan Bosko
- Prasowaczki – św. Wawrzyniec z Rzymu
- Prawnicy – św. Jan Kapistran, św. Tomasz Morus, św. Fidelis z Sigmaringen
  - Prawnicy kościelni – św. Rajmund z Penyafortu
- Proboszczowie – św. Iwo, św. Jan Maria Vianney
- Producenci świec – św. Genowefa z Paryża, św. Mikołaj z Miry, św. Jan Ewangelista
- Profesorowie – św. Jan Kanty
  - Profesorowie teologii moralnej – św. Alfons Liguori
- Programiści komputerowi – św. Izydor z Sewilli
- Prostytutki (nawrócone i pokutujące) – św. Łucja z Syrakuz, św. Afra z Augsburga
- Prządki – św. Katarzyna Aleksandryjska
- Przetwórcy ołowiu – św. Wincenty Ferreriusz
- Przewodnicy – św. Bona z Pizy
- Przewoźnicy – św. Krzysztof
  - Przewoźnicy wodni – św. Julian Szpitalnik
- Przyrodnicy – św. Hildegarda z Bingen, św. Albert Wielki
- Pszczelarze – św. Ambroży z Mediolanu, św. Bernard z Clairvaux, św. Walenty

## R
- Radiolodzy – Archanioł Michał
- Radiomechanicy – Archanioł Michał
- Redaktorzy – św. Jan Bosco, św. Jan Ewangelista
- Rękawicznicy – św. Gummar, św. Kryspin, św. Kryspinian, św. Marcin z Tours, św. Maria Magdalena
- Robotnice – św. Paweł z Tarsu
- Robotnicy – św. Józef z Nazaretu, św. Marcin de Pares, św. Franciszek z Asyżu, św. Bonawentura
  - Robotnicy budowlani – św. Marek Ewangelista
- Rolnicy i pracownicy rolni – św. Izydor Oracz, św. Roch, św. Gwidon z Anderlechtu, św. Eligiusz z Noyon, św. Barbara z Nikomedii, św. Walburga, św. Botolf, św. Benedykt z Nursji, św. Walstan, św Notburga, św. Fokas, św. Medard z Noyon
  - Rolnicy uprawiających winogrona – św. Serwacy, św. Jan Ewangelista, św. Wunibald z Heidenheim
- Rusznikarze – św. Eustachy Rzymski, św. Marcjan, św. Martyriusz, św. Marcin z Tours, św. Eligiusz z Noyon
- Rybacy – św. Piotr Apostoł, św. Andrzej Apostoł, św. Benon z Miśni, św. Idzi, św. Mikołaj z Miry, św. Ulryk z Augsburga
- Rycerze – św. Jerzy, św. Antoni Pustelnik
- Rymarze – św. Piotr Apostoł
- Rzemieślnicy – św. Józef z Nazaretu, św. Genowefa z Paryża,
- Rzeźbiarze – św. Klaudiusz, św. Łukasz Ewangelista, św. Tymon z Salzburga, św. Rajnold, św. Marta z Betanii
- Rzeźnicy – św. Andrzej Apostoł, św. Bartłomiej Apostoł, św. Maciej Apostoł, św. Łukasz Ewangelista, św. Hubert z Liège, św. Piotr Apostoł

## S
- Sędziowie – św. Brycjusz, św. Iwo, św. Mikołaj z Miry, św. Chryzant, św. Daria
- Siodlarze – św. Bartłomiej Apostoł, św. Kryspin, św. Kryspinian, św. Wolfhard, św. Jerzy
- Sklepikarze – św. Jakub Młodszy św. Filip Apostoł
- Słudzy chorych - św. Piotr od św. Józefa de Betancur[9]
- Służące – św. Zyta z Lukki, św. Notburga, św. Koleta Boylet, św. Blandyna z Lyonu
- Sokolnicy – św. Symforian z Autum
- Speleolodzy – św. Benedykt z Nursji
- Sportowcy – św. Hubert z Liège
- Spowiednicy – św. Alfons Liguori
- Sprzedawcy – św. Jan Nepomucen
  - Sprzedawcy koni – św. Idzi
  - Sprzedawcy koronek – św. Mikołaj z Miry
  - Sprzedawcy kwiatów – św. Dorota z Cezarei
  - Sprzedawcy lnu – św. Franciszek z Asyżu, św. Joachim
  - Sprzedawcy pachnideł – św. Mikołaj z Miry
  - Sprzedawcy ryb – św. Andrzej Apostoł, św. Magnus ze Szkocji, św. Piotr Apostoł
  - Sprzedawcy sukna – św. Franciszek z Asyżu, św. Urszula z Kolonii, św. Mikołaj z Miry
  - Sprzedawcy tytoniu – św. Katarzyna del Ricci
  - Sprzedawcy wina – św. Mikołaj z Miry, św. Maria Magdalena
  - Sprzedawcy zboża i nasion – św. Mikołaj z Miry
- Stajenni – św. Leonard z Limoges, św. Szczepan
- Stangreci – św. Szczepan, św. Wulmar
- Stenografowie – św. Kasjan z Imoli
- Stewardesy (stewardzi) – św. Bona z Pizy
- Stolarze (cieśle) – św. Józef z Nazaretu, św. Roch, św. Serwacy, św. Tomasz Apostoł, św. Szczepan, św. Jan Chrzciciel, św. Piotr Apostoł
  - Stolarze artystyczni – św. Anna
- Stomatolodzy (dentyści) – św. Apolonia z Aleksandrii, św. Foillan, św. Kosma, św. Damian
- Strażacy – św. Florian, św. Barbara z Nikomedii, św. Katarzyna Sieneńska, św. Adrian z Nikomedii, św. Piotr z Alkantary
- Strażnicy więzienni – św. Adrian z Canterbury
- Strażnicy graniczni – św. Mateusz Apostoł
- Strzelcy – św. Dionizy, św. Hubert z Liège
- Studenci – św. Józef z Kupertynu, św. Alojzy Gonzaga, św. Gabriel Possenti
  - Studenci prawa – św. Rajmund z Penyafortu
- Sukiennicy – św. Sewer z Rawenny, św. Markulf, św. Benon z Miśni, św. Piotr Apostoł
- Szczotkarze – św. Roch, św. Ludwik IX, św. Marcin z Tours
- Szachiści – św. Teresa z Ávila
- Szefowie kuchni – św. Wawrzyniec z Rzymu
- Szermierze – Archanioł Michał.
- Szewcy – św. Kryspin, św. Kryspinian, św. Gutman, św. Błażej z Sebasty
- Szklarze – św. Marek Ewangelista, św. Wawrzyniec z Rzymu, św. Serapion z Aleksandrii, św. Klara z Asyżu, św. Piotr Apostoł, św. Łucja z Syrakuz
- Sztukatorzy – św. Bartłomiej Apostoł, św. Ludwik IX, św. Błażej z Sebasty
- Szwaczki – św. Katarzyna Aleksandryjska, św. Łucja z Syrakuz, św. Weronika
- Ślusarze – św. Eligiusz z Noyon, św. Baldomer z Lyonu, św. Serwacy, św. Dunstan z Canterbury, św. Piotr Apostoł
- Śpiewacy – św. Cecylia z Rzymu, św. Arnold Wyznawca, św. Leon Wielki

## T
- Taksówkarze – św. Wit, św. Fiakier z Brie
- Tancerze – św. Wit, św. Jan Chrzciciel
- Tapicerzy – św. Franciszek z Asyżu, św. Łucja z Syrakuz
- Teolodzy – św. Augustyn z Hippony, św. Hieronim, św. Tomasz z Akwinu, św. Albert Wielki, św. Katarzyna Aleksandryjska, św. Paweł z Tarsu, św. Bonawentura
- Tkacze – św. Anastazja, św. Paweł z Tarsu, św. Stefan I[10], św. Franciszek z Asyżu, św. Szymon Apostoł, św. Marcin z Tours, św. Łucja z Syrakuz, św. Szczepan, św. Erazm z Formii, św. Barbara z Nikomedii, św. Jan Chrzciciel, św. Letus z Orleanu
  - Tkacze dywanów – św. Paweł z Tarsu
  - Tkacze lnu – św. Weronika
- Tokarze – Archanioł Michał., św. Hubert z Liège, św. Iwo Tironu, św. Erazm z Formii
- Tragarze – św. Krzysztof, św. Akwilin, św. Bonawentura
- Tynkarze – św. Bartłomiej Apostoł, św. Kilian z Würzburga

## U
- Urzędnicy – św. Jan Ewangelista
  - Urzędnicy podatkowi – św. Gwidon z Anderlechtu[11], św. Mateusz Apostoł
- Użytkownicy komputerów – św. Izydor z Sewilli

## W
- Warzelnicy – św. Wit
- Weterynarze – św. Eligiusz z Noyon
- Wędliniarze – św. Antoni Pustelnik
- Właściciele hoteli – św. Marta z Betanii
- Właściciele kawiarni – św. Drogo z Sebourg[12]
- Właściciele kin – św. Jan Chrzciciel
- Właścicieli winnic – św. Genowefa z Paryża, św. Seweryn z Noricum, św. Wincenty z Saragossy, św. Ulryk z Augsburga, św. Goar z Akwitanii
- Wikliniarze – św. Eligiusz z Noyon, św. Jan Ewangelista, św. Marek Ewangelista., św. Paweł z Tarsu
- Woskarze – św. Ambroży z Mediolanu, św. Jakub Starszy
- Woziwodowie – św. Andrzej Apostoł
- Woźnicowie – św. Katarzyna Aleksandryjska, św. Łucja z Syrakuz, św. Szczepan, św. Wulmar, św. Krzysztof
- Woźni – św. Łucja z Syrakuz
- Wychowawcy – św. Jan Chrzciciel de la Salle
- Wydawcy – św. Benedykt, św. Augustyn z Hippony
- Wykładowcy akademiccy – św. Tomasz z Akwinu
- Wytwórcy cegły – św. Wincenty z Saragossy, św. Piotr Apostoł, św. Goar z Akwitanii
- Wytwórcy fajek – św. Katarzyna del Ricci
- Wytwórcy guzików – św. Mikołaj z Miry
- Wytwórcy gwoździ – św. Chlodwald, św. Helena
- Wytwórcy igieł – św. Helena
- Wytwórcy instrumentów muzycznych – św. Cecylia z Rzymu
- Wytwórcy jedwabiu – św. Bonawentura
- Wytwórcy koszy – św. Paweł z Teb
- Wytwórcy lamp – św. Eligiusz z Noyon
- Wytwórcy mat – św. Paweł z Teb
- Wytwórcy produktów mlecznych – św. Brygida z Kildare
- Wytwórcy mydła – św. Florian
- Wytwórcy noży – św. Łucja z Syrakuz
- Wytwórcy ołówków – św. Tomasz z Akwinu
- Wytwórcy pachnideł – św. Mikołaj z Miry, św. Maria Magdalena
- Wytwórcy powrozów – św. Paweł z Tarsu
- Wytwórcy przyrządów matematycznych – św. Hubert z Liège
- Wytwórcy świec – św. Genowefa z Paryża, św. Mikołaj z Miry, św. Jan Ewangelista
- Wytwórcy win – św. Tychon, św. Urban I
- Wytwórcy wyrobów skórzanych – św. Szymon Apostoł
- Wytwórcy wyrobów srebrnych – św. Eligiusz z Noyon

## Z
- Zdunowie – św. Piotr Apostoł
- Zecerzy – św. Katarzyna Aleksandryjska
- Zegarmistrzowie – św. Eligiusz z Noyon, św. Bartłomiej Apostoł, św. Wilhelm z Malavalle, św. Piotr Apostoł, św. Herman z Kolonii
- Zielarze – Matka Boska Zielna
- Złodzieje (nawróceni i pokutujacy) – św. Dyzma
- Złotnicy – św. Bernard z Carinoli[13], św. Dunstan z Canterbury, Archanioł Michał, św. Łukasz Ewangelista, św. Eligiusz z Noyon, św. Anastazy Perski, św. Bernward z Hildesheim[14], św. Agata Sycylijska

## Ż
- Żeglarze – św. Piotr Apostoł, św. Anna, św. Erazm z Formii, św. Mikołaj z Miry, św. Placyd z Subiaco, św. Andrzej Apostoł, św. Klemens I, św. Krzysztof, Anioł Rafał
- Żniwiarze – św. Oswald z Nortumbrii
- Żołnierze – Archanioł Michał, św. Marcin z Tours, św. Jerzy, św. Eustachy Rzymski, św. Demetriusz z Salonik, św. Teodor z Amasei, św. Sebastian, św. Ignacy Loyola
- Żebracy – św. Idzi